# Edition Tiamat
Edition Tiamat ist ein Berliner Verlag, der seit 1979 von Klaus Bittermann betrieben wird.

## Geschichte und Programm
Der Verlag wurde 1979 in Nürnberg gegründet, 1981 zog er nach Berlin um. Es erschienen zunächst libertäre Klassiker, z. B. Schriften von Antonin Artaud, Jacques Prevert, René Crevel und der Gruppe La Grand Jeu.
Seit den 1980er Jahren besteht das Verlagsprogramm vor allem aus politischen und theoretischen Essays und Sachbüchern, die vor allem in der Reihe Critica Diabolis erscheinen, satirischen Schriften und Romanen. Einer der Schwerpunkte liegt auf Übersetzungen, vor allem aus dem Französischen und Englischen. Dazu zählen situationistische und surrealistische Standardwerke wie Guy Debords Die Gesellschaft des Spektakels, Klassiker der Auseinandersetzung mit dem Nationalsozialismus, etwa Hannah Arendts Nach Auschwitz, Harry Mulischs Strafsache 40/61 oder Leon Poliakovs Vom Hass zum Genozid (Bréviaire de la haine: Le III° Reich et les Juifs), und aktuelle Interventionen, darunter Pascal Bruckners Die Gesellschaft der Opfer, Bruno Chaouats Ist Theorie gut für die Juden oder Walter Benn Michaels Der Trubel um Identität.
Zahlreiche deutschsprachige Essayisten, Journalisten und Kritiker wie Christian Schultz-Gerstein, Lothar Baier, Claudius Seidl oder Josef Joffe haben in der Edition Tiamat veröffentlicht. In den 1980er- und 1990er-Jahren war die Edition Tiamat der Stammverlag von Eike Geisel und Wolfgang Pohrt. Von 2019 bis 2023 erschien eine auf elf Bände angelegte Pohrt-Werkausgabe.
1987 veröffentlichte der Verlag unter dem Titel Die alte Straßenverkehrsordnung einen Sammelband mit Texten der Rote Armee Fraktion und Kommentaren von Joachim Bruhn, Gabriele Goettle, Klaus Hartung und Wolfgang Pohrt.

## Auszeichnungen
1994 erhielt Klaus Bittermann für die Edition Tiamat den Viva-Maria-Preis, 2020 und 2022 den Deutschen Verlagspreis und 2023 den Großen Berliner Verlagspreis. In der Laudatio hieß es: „Es sind Verlage wie die Edition Tiamat, die die literarische Landschaft Berlins vielfältig und kostbar machen. Und Verleger wie Klaus Bittermann, die mutige Entscheidungen treffen, die Grenzen verschieben, unbequeme Fragen stellen und die uns immer wieder aufs Neue überraschen und herausfordern.“

## Autoren
Zu den Autoren der Edition Tiamat gehören u. a. Hannah Arendt, Timothy Brook, Pascal Bruckner, Funny van Dannen, Guy Debord, Wiglaf Droste, Fritz Eckenga, Alain Finkielkraut, Mark Fisher, Caroline Fourest, Eike Geisel, Martha Gellhorn, Greser & Lenz, Roman Halter, Richard Hell, Gerhard Henschel, Josef Joffe, Charles King, Adam Kirsch, Uli Krug, Robert Kurz, Meyer Levin, Tania Martini, Ahlrich Meyer, Lee Miller, Fanny Müller, Antonio Negri, Léon Poliakov, Sophie Rois, Harry Rowohlt, Oliver Maria Schmitt, Christian Schultz-Gerstein, Georg Seeßlen, Claudius Seidl, Ralf Sotscheck, Kathleen Stock, Sue Townsend, Hunter S. Thompson, Annette Wieviorka, Roger Willemsen, Thomas Chatterton Williams und Hans Zippert.